# Darracq Type SS 20/28
La Type SS 20/28 è un'autovettura di lusso prodotta nel 1908 dalla casa automobilistica francese Darracq.

## Profilo
Introdotta all'inizio del 1908, la SS 20/28 era un'auto di lusso facente parte di una gamma che vedeva al vertice, come vettura di gran lusso, un modello da oltre 8 litri di cilindrata. La SS 20/28 era praticamente la "vice-ammiraglia". Montava infatti un grosso 4 cilindri da 4728 cm³, in grado di erogare una potenza massima di 28,5 CV a 1200 giri/min.
Come frequentemente accadeva nei primi due o tre decenni del XX secolo, le denominazioni delle vetture racchiudevano sia la potenza fiscale che quella effettiva. Anche questa vettura non faceva eccezione, essendo collocata fiscalmente nella fascia delle 20 CV.
La trazione era posteriore ed il cambio era manuale a 4 marce.
La velocità massima era di 70 km/h.
La Type SS 20/28 fu tolta di produzione alla fine del 1908.